# جامعه باربد
جامعه باربد توسط اسماعیل مهرتاش در سال ۱۳۰۵ در خیابان لاله‌زار تهران تأسیس شد؛ که در آنجا تار، تصنیف و آواز و ردیف موسیقی را آموزش می‌دادند.

### دانش آموختگان جامعه باربد
- شهروز ملک‌آرایی دوبلور باسابقه و بازیگر ایرانی
- مهری مهرنیا بازیگر قدیمی سینما، تئاتر و تلویزیون

### همکاران جامعه باربد
- لرتا
- ملوک ضرابی
- رشید اصلانی بازیگر تئاتر
- رضا کرم‌رضایی بازیگر، نمایش‌نامه‌نویس و کارگردان و مترجم ایرانی
- نعمت‌الله گرجی بازیگر تآتر، سینما، تلویزیون ایرانی
- علی نصیریان بازیگر تآتر، سینما و تلویزیون ایرانی.
- محمد منتشری خواننده، رادیو و تلویزیون ایرانی.